# Nowe Brzesko
Nowe Brzesko [nɔvɛ bʐɛskɔ] este un oraș în județul Proszowice, Voievodatul Polonia Mică, în sudul Poloniei cu o populație de 1.700 locuitori (2006).
Este sediul comunei/gmina (districtul administrativ), numit Comuna Nowe Brzesko. Localitatea se află la aproximativ 10 km sud-est de Proszowice și la 33 km est de capitala regională Cracovia.

## Istoricul localității
Localității Nowe Brzesko i s-a acordat drepturi de oraș în anul 1279, dar a pierdut acest statut în 1870 prin decretul țarului rus. A devenit un oraș din nou, la 1 ianuarie 2011.
Nowe Brzesko a fost menționat pentru prima dată în prima jumătate a secolului al XIII-lea. Satul a aparținut episcopilor din Cracovia, care au predat satul mănăstirii Norbertine de lângă Hebdów.
La data de 06 octombrie 1279, a devenit un oraș, și primul său wójt (primar) cunoscut a fost Gotfryd, fiul lui Arnold din Ślesin, Polonia Mare. Din cauza mai multor privilegii, orașul s-a dezvoltat rapid, dar în prima jumătate a secolului al XV-lea a intrat în declin din cauza unei inundații catastrofale a Vistulei (1442). Mai mult, în perioada 1444-1445 a fost jefuit de soldații regali neplătiți, care se întorceau în Polonia, după înfrângerea în bătălia de la Varna. Ca rezultat, Nowe Brzesko, cu toate că era încă oraș, nu diferea de satele locale. Erau puțini meșteșugari și nu se organizau târguri.
În 1522, regele Sigismund I al Poloniei a ordonat autorităților locale să marcheze limitele Nowe Brzesko, și să se creeze o rețea de străzi, împreună cu o piață. Locuitorii orașului au fost în permanent conflict cu stareții de la Hebdów, care au încercat să le ia privilegiile.
În secolul al XVI-lea, populația localității Nowe Brzesko a fost de apoximativ 1.000 persoane. Orașul s-a dezvoltat încet, dar războaiele de la mijlocul secolului al XVII-lea (a se vedea invazia suedeză a Poloniei) au distrus complet localitatea și au decimat populația. Aici s-au perindat soldați polonezi, suedezi, tătari și soldați din Transilvania, care au jefuit și furat. Sărăcia și foametea au fost frecvente, iar populația a scăzut cu 50%. Mai mult, conflictele cu stareții din Hebdów nu s-au terminat, și locuitorii orașului au fost forțați să lucreze pentru mănăstire (a se vedea iobăgie). În 1761, un grup de locuitori răzvrătit împotriva autorității starețului, și au cerut regelui Stanisław August Poniatowski să-i sprijine.
În secolul al 18-lea (vezi dezmembrările Poloniei), Nowe Brzesko a fost anexată de către Imperiul Austriac (1795). În 1815, a devenit parte a Poloniei Congresului controlată de Rusia. În 1818, mănăstirea a fost desființată, iar orașul, cu cele 151 de case și 900 de locuitori, a devenit proprietate de stat. Situat departe de drumurile principale, în apropiere de granița cu Galiția, orașul a pierdut în 1869 drepturile de oraș, devenind un sat. În a Doua Republică Polonă a aparținut Voievodatului Kielce. Nowe Brzesko a devenit din nou un oraș în 2011.